# Al-Mesaimeer SC
Al-Mesaimeer SC (en árabe: نادي المسيمير الرياضي‎) es un equipo de fútbol de Catar que juega en la Segunda División de Catar, la segunda categoría nacional.

## Historia
Fue fundado en el año 1996 en la capital Doha con el nombre Al-Nahda SC por su dependencia de la Asociación de Fútbol de Catar. En 1998 luego de una asamblea general en la que estaban Jasim bin Hamad bin Khalifa Al Thani y el Comité Olímpico de Catar decidieron cambiar el nombre por el de Al-Shoala.
En el año 2000 el club se muda al distrito de Mesaimeer en Rayyan luego de que ahí fuese construido el cuartel general del club bajo supervisión del Comité Olímpico, donde también estaba incuído un campo de fútbol. En 2004 se decide por el deseo de los fundadores del club y empleados cambiar su nombre por el de Al-Mesaimeer SC por la ubicación de su sede actual.
En la temporada 2014/15 el club logra el ascenso a la Liga de fútbol de Catar por primera vez.

## Palmarés
- Segunda División de Catar: 1

2001